# Métertonna
A métertonna (rövidítve mt) egy nem az SI-mértékegységrendszerbe tartozó mértékegység, mely a kontextustól függően különböző fizikai mértékeket jelöl.
Az energia mértékegységeként azt az energiamennyiséget jelöli, ami ahhoz szükséges, hogy egy egy tonna tömegű testet egy méter magasba emeljen. A métertonna a kilopondméterhez hasonlóan elavult mértékegységnek számít, helyettük a joule van használatban. 1 mt 9,81 kJ-nak felel meg.
Katonai szaknyelvben korábban métertonnában adták meg a kilőtt lövedékek energiáját. Például a „Kövér Berta” lövegek lövedékeinek torkolati energiája 38 000 mt volt, ami mintegy 373 MJ-nak felel meg.
A daruk esetében a métertonna a terhelési nyomatéknak (?) (német: Lastmoment) nevezett teherbírás mértékegysége, melyben a rendszert kétkarú mérlegnek tekintik. Ezzel egy forgató- vagy hajlítónyomatéknak felel meg, amiben az emelőerőt a megemelt tömeg fejezi ki. 10 mt energia ez alapján 10 t terhet 1 m magasra emelhet fel, avagy 1 t terhet 10 m magasra. A Saipem 7000 úszódaru terhelési nyomatéka (Lastmoment) 560 000 mt, azaz mintegy 5,49 · 109 Nm.
A hajótestek hajlító nyomatékát is métertonnában adják meg.
A métertonna nem keverendő össze a metrikus tonna tömegmértékegységgel.

## Fordítás
- Ez a szócikk részben vagy egészben  a   Metertonne című német Wikipédia-szócikk ezen változatának fordításán alapul.  Az eredeti cikk szerkesztőit annak laptörténete sorolja fel. Ez a jelzés csupán a megfogalmazás eredetét és a szerzői jogokat jelzi, nem szolgál a cikkben szereplő információk forrásmegjelöléseként.